# Sciara diversipes
Sciara diversipes är en tvåvingeart som beskrevs av Enrico Adelelmo Brunetti 1912. Sciara diversipes ingår i släktet Sciara och familjen sorgmyggor. Inga underarter finns listade i Catalogue of Life.